# Young's
Янгс (англ. Young's, Young & Co.'s Brewery Plc) — пивоваренная компания Великобритании и крупный (около 220) оператор пабов.

## История
Компания была основана как пивоварня в 1831 году Чарльзом Янгом и Энтони Бейнбриджем, после приобретения пивоварни Ram (ягнёнок) в Уондсворте. Пивоварня Ram была закрыта в 2006 году, являясь на момент закрытия старейшей непрерывно работавшей пивоварней в Великобритании, история которой восходит к 1550-м годам, когда Хамфри Лэнгридж, «пивовар из Уондсворта», арендовал паб Ram. В настоящее время там находится музей. Тогда же, в 2006 году, Янгс объединилась с пивоварней Чарльза Уэллса, создав совместное предприятие Wells & Young’s Brewing Company Ltd. Пивоварение было перемещено на предприятия объединённой компании.

## Галерея

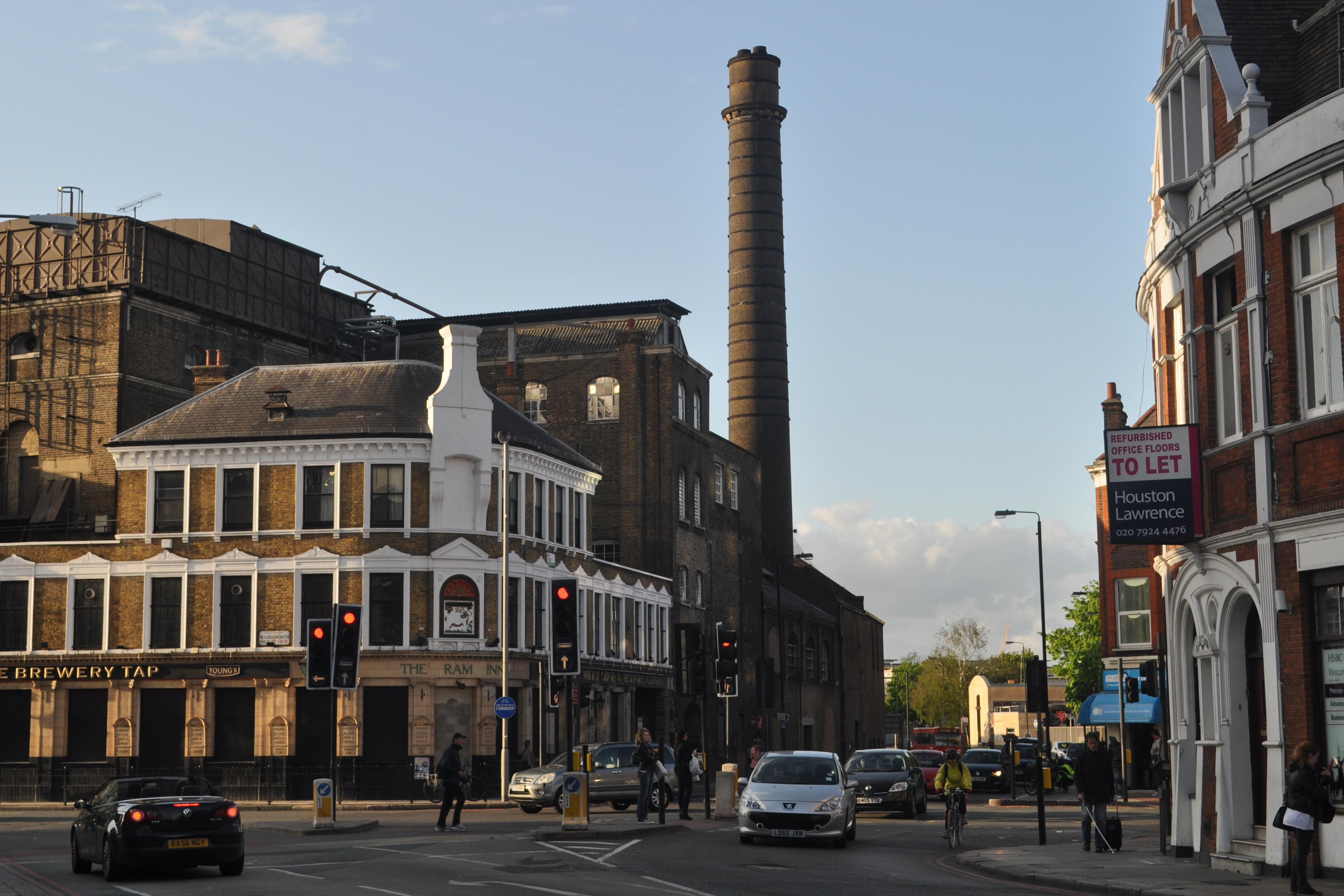
Здание старой пивоварни в Уондсуэрте, Лондон
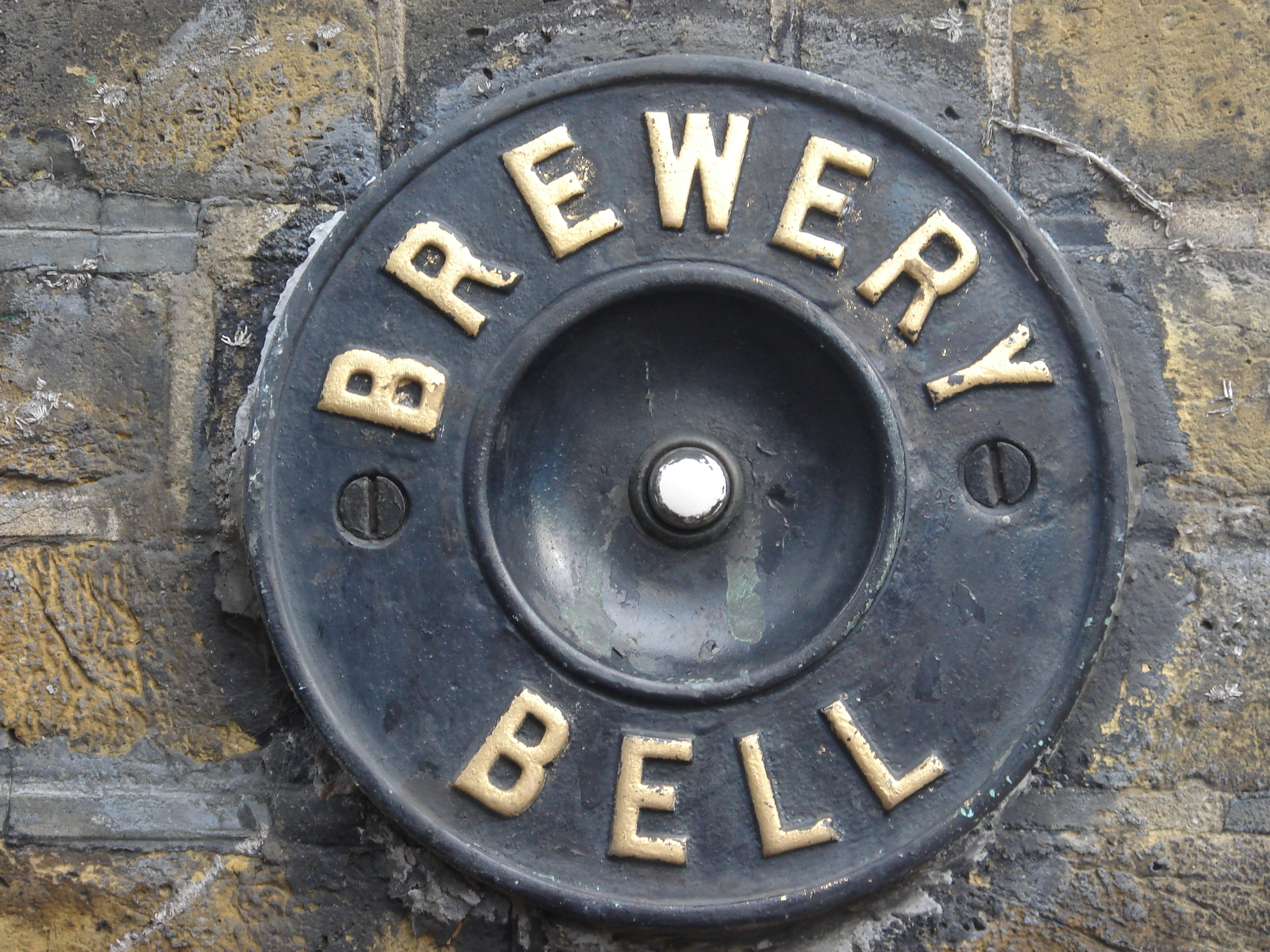
Кнопка колокольчика
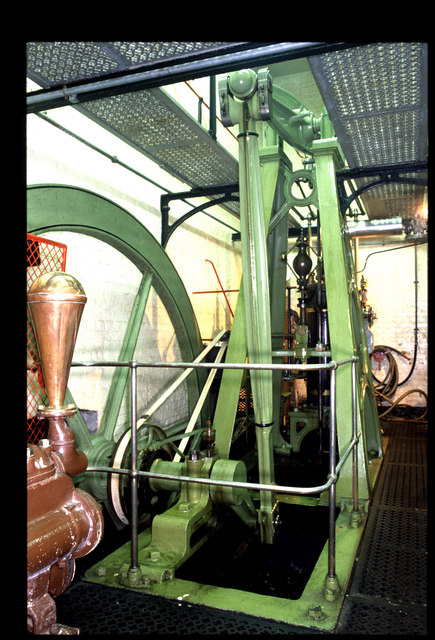
Шатун и маховик фабричной машины
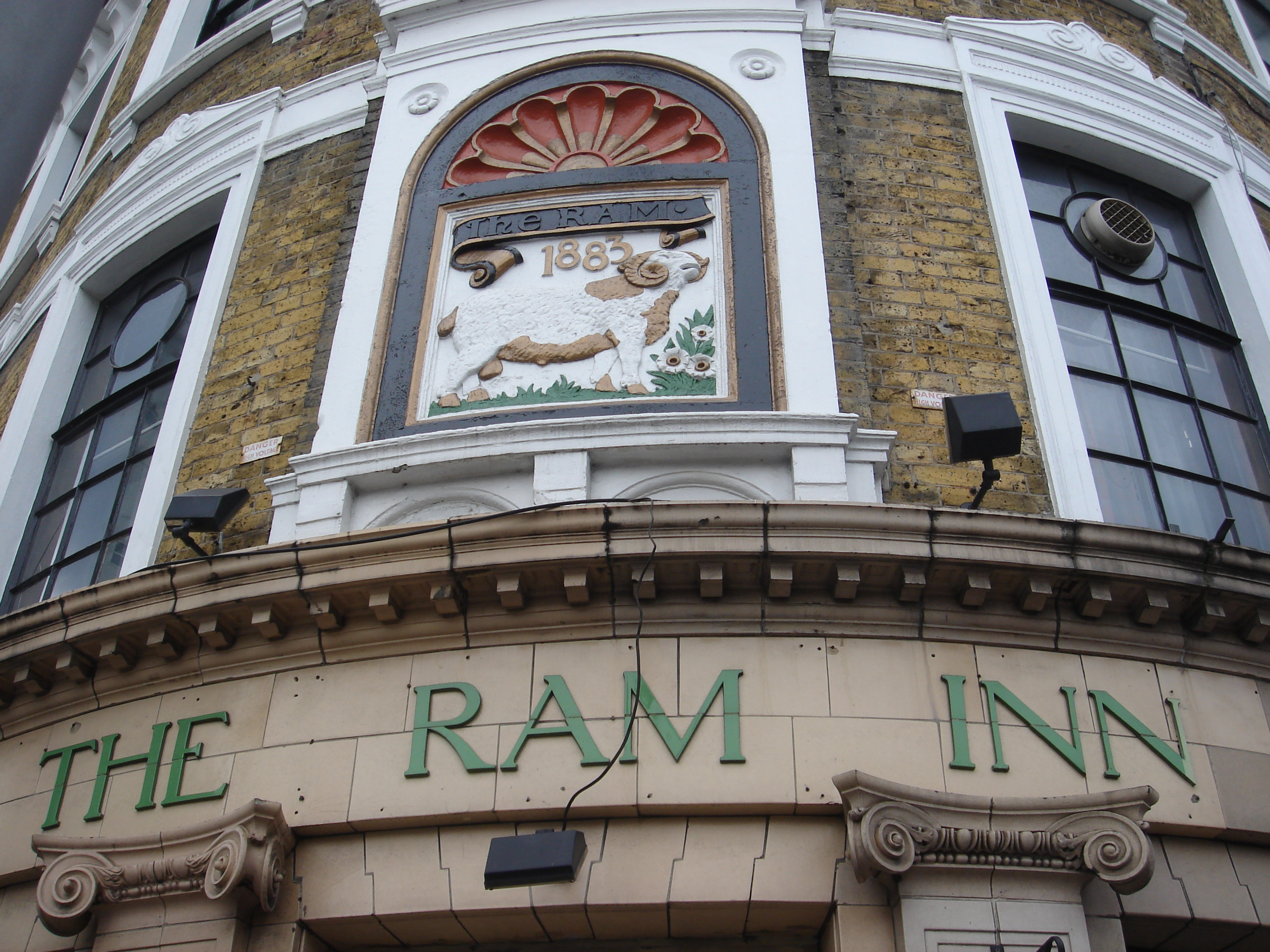
Таверна Ram